# Флаг Венеции

Версия флага с открытой книгой

Версия флага, использовавшаяся дожем Доменико II Контарини в 1659—1675 годах

Флаг Венецианской республики — государственный символ государства со столицей в городе Венеция, существовавшего до 1797 года. Известен также как штандарт Святого Марка, христианского покровителя Венеции.
Основным элементом флага является изображения крылатого льва, символизирующего евангелиста Марка, чьи мощи хранятся в Венеции с 828 года.
Лев на флаге мог держать в лапах книгу или меч. Версия с оружием использовалась во время военных действий. В версии флага с раскрытой книгой на левой странице начертаны слова: «PAX, TIBI, MAR, CE», а на правой — «EVAN, GELI, STA, MEUS». В переводе это означает: «Мир тебе, Марк, евангелист мой».

После роспуска республики флаг по-прежнему остаётся признанным символом города. Его вывешивают на улицах Венеции, продают в качестве сувениров. В настоящее время этот символ включен в герб итальянского ВМФ, входит по-прежнему в гербы города Венеция и провинции Венето. В геральдическом отношении Лев святого Марка является гербовой негеральдической фигурой, львом с «собственным именем».

Военная версия флага с поднятым мечом и закрытой книгой

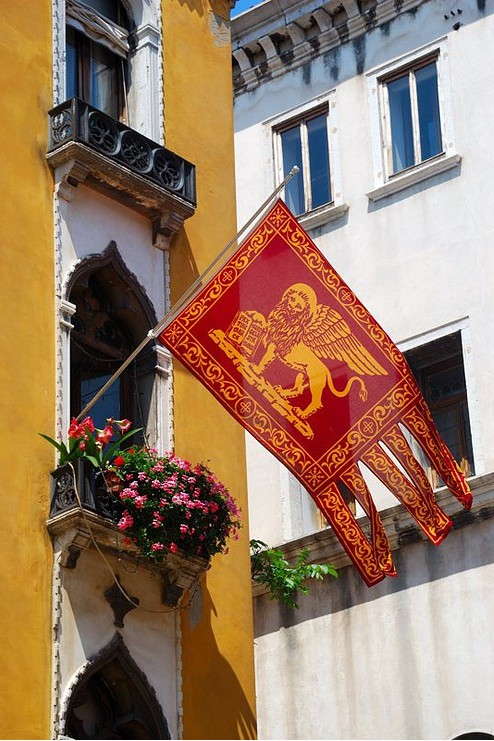
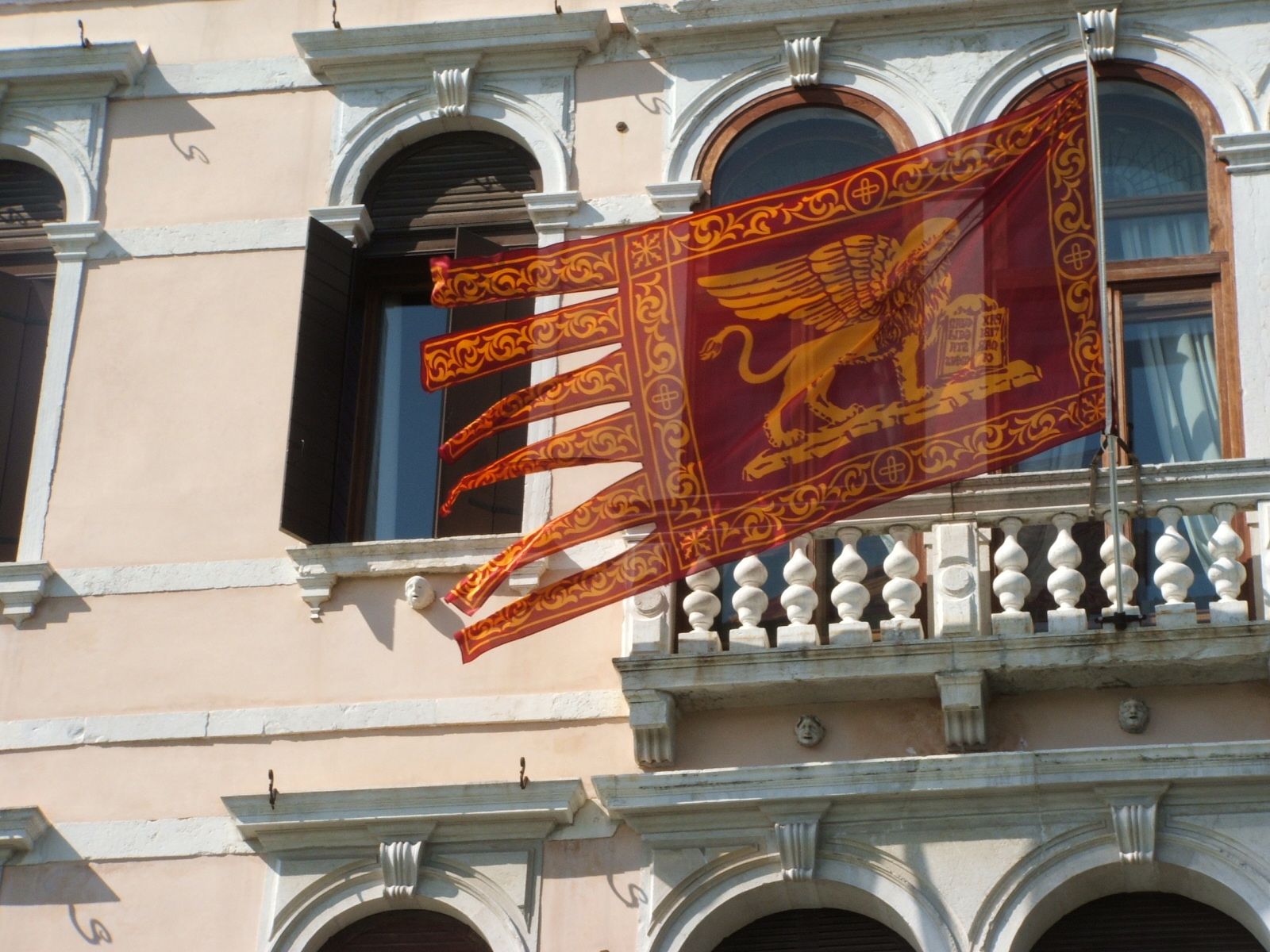
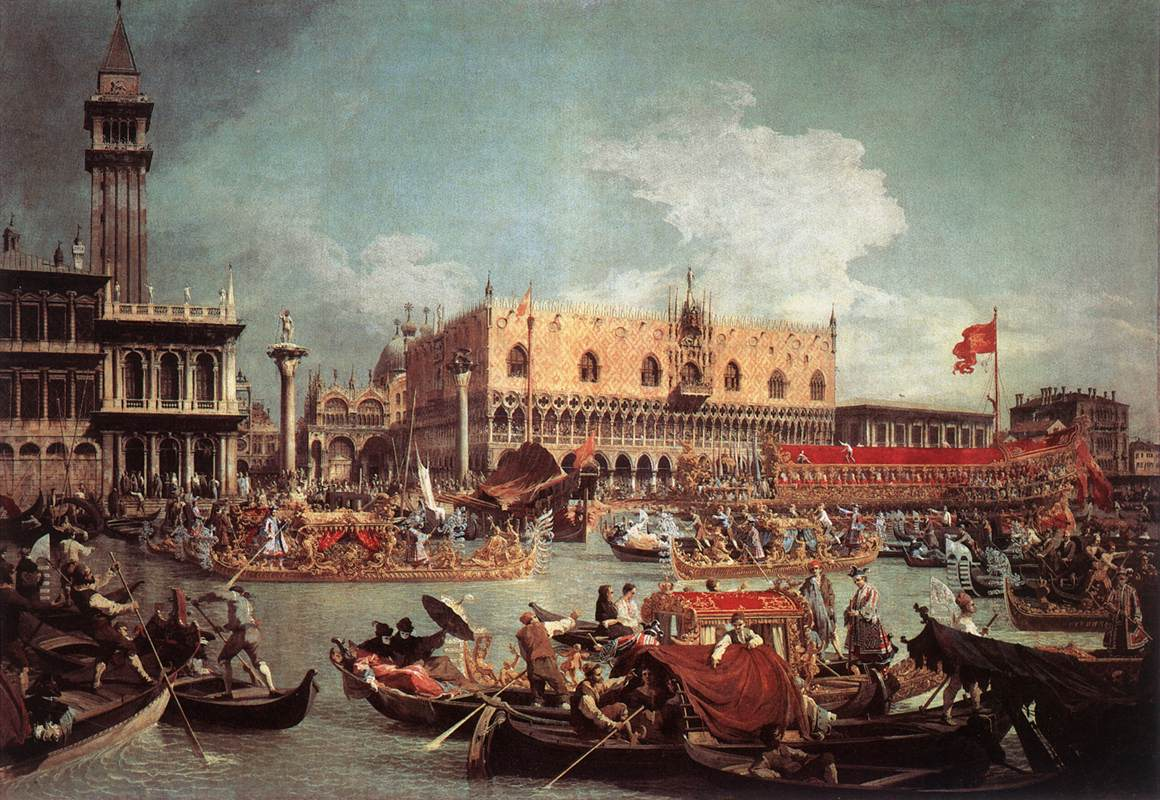
Каналетто, 1730. Флаг поднят на Бучинторо